# Lorella Cravotta
Lorella Cravotta est une actrice française, née le 9 avril 1958 à Molières-sur-Cèze (Gard). Elle est connue notamment pour son rôle dans la série télévisée française Les Deschiens créée par Jérôme Deschamps et Macha Makeïeff et diffusée à partir de 1993 sur Canal+.

## Biographie
Originaire des Cévennes et fille de parents siciliens, Lorella Cravotta fait ses études dans le Gard puis monte à Paris à dix-huit ans pour intégrer le Conservatoire national supérieur d'art dramatique où elle est l'élève du metteur en scène Claude Régy (Promotion 1983).
Au cinéma, elle joue notamment dans Le Fabuleux Destin d'Amélie Poulain et La Cité des enfants perdus de Jean-Pierre Jeunet, La Belle Verte de Coline Serreau ou encore Les Émotifs anonymes de Jean-Pierre Améris aux côtés de Benoît Poelvoorde, Isabelle Carré et Pierre Niney.
Au théâtre, elle fait notamment partie de la troupe de Jérôme Deschamps et Macha Makeïeff (Le Lapin chasseur, Les Pieds dans l'eau, Le Défilé, Les Précieuses ridicules, Salle des fêtes). Plus récemment, elle interprète le rôle de Dorine dans Le Tartuffe de Molière mis en scène par Luc Bondy au Théâtre de l'Odéon aux côtés de Gilles Cohen, Clotilde Hesme, Françoise Fabian et Micha Lescot.
En 2019, elle intègre la compagnie des Chiens de Navarre dirigée par Jean-Christophe Meurisse et interprète le rôle d'une mère de famille dans la pièce Tout le monde ne peut pas être orphelin aux côtés notamment d'Olivier Saladin.
Au printemps 2020, elle signe aux côtés de nombreuses personnalités du monde de la culture une tribune qui demande une prolongation des droits des intermittents du spectacle d'une année au-delà des mois où toute activité aura été impossible en raison de la crise sanitaire du Covid-19 (« Monsieur le Président, cet oubli de l’art et de la culture, réparez-le ! », Le Monde, 30 avril 2020), puis une tribune en soutien aux intérimaires et autres « extras » du secteur de la culture (« Nous ne pouvons pas penser la défense de la culture sans inclure ceux qui ont été passés sous silence », Libération, 9 mai 2020).

## Filmographie

### Cinéma
- 1987 : Papillon du vertige de Jean-Yves Carrée : Thérèse
- 1989 : Docteur Petiot de Christian de Chalonge : la voisine de Petiot
- 1990 : Tatie Danielle d'Étienne Chatiliez : la femme du boucher
- 1990 : Toujours seuls de Gérard Mordillat : Madame Paroux
- 1990 : La Pagaille de Pascal Thomas : Chantal
- 1991 : Le Fils du Mékong de François Leterrier : Amalia, la bonne
- 1992 : Une journée chez ma mère de Dominique Cheminal : Maria
- 1993 : L'Argent fait le bonheur de Robert Guédiguian : Madame Munoz
- 1994 : La Cité des enfants perdus de Jean-Pierre Jeunet : la femme à sa fenêtre
- 1995 : La Belle Verte de Coline Serreau : la cliente de la boucherie
- 1997 : Que la lumière soit ! d'Arthur Joffé : Rachel
- 1999 : Vive nous ! de Camille de Casabianca : l'avocate
- 2000 : Fais-moi rêver de Jaky Katu : la patronne du vidéo-club
- 2000 : Le Fabuleux Destin d'Amélie Poulain de Jean-Pierre Jeunet : Amandine Poulain
- 2001 : À l'abri des regards indiscrets d'Hugo Gélin : la femme impatiente
- 2001 : Filles perdues, cheveux gras de Claude Duty : l'infirmière chef
- 2002 : A l'abri des regards indiscrets de Hugo Gélin (court métrage) : la femme impatiente
- 2004 : Il ne faut jurer de rien ! d'Éric Civanyan : Henriette
- 2010 : Les Émotifs anonymes de Jean-Pierre Améris : Magda
- 2014 : Repas de famille de Pierre-Henry Salfati : Huguette
- 2016 : Deux escargots s'en vont de Jean-Pierre Jeunet (court métrage) : (voix)
- 2021 : Oranges sanguines de Jean-Christophe Meurisse:  Laurence
- 2021 : Partir un jour d'Amélie Bonnin(court métrage) : Martine
- 2024 : L'Art d'être heureux de Stefan Liberski : Macha Moniak

### Télévision
- 1990 : Imogène, épisode Imogène et la baleine blanche de Thierry Chabert (série télévisée) : Yvette Bougrain
- 1992 : Imogène, épisode Imogène : les légumes maudits de Jean-Daniel Verhaeghe (série télévisée) : Yvette Bougrain
- 1993-1995 : Les Deschiens - Jérôme Deschamps/Macha Makeïeff (série télévisée) : Lorella / divers personnages
- 1997 :  Une mère comme on n'en fait plus de Jacques Renard (téléfilm) : la directrice
- 1998-1999 :  Qui va m'aimer de Jérôme Deschamps/Macha Makeïeff (série télévisée) : Lorella
- 2000-2002 : Les Deschiens série moderne de Jérôme Deschamps/Macha Makeïeff (série télévisée) : Lorella / divers personnages
- 2002 : Avocats et Associés , épisode Meurtre par procuration de Christian Bonnet (série télévisée) : Pauline Chaumartin
- 2005 : L'Évangile selon Aîmé d'André Chandelle (téléfilm) : Solange
- 2008 : Sexe, gombo et beurre salé de Haroun Mahamat Sale (téléfilm): Myriam
- 2011 : Brassens, la mauvaise réputation de Gérard Marx (téléfilm) : Elvira Brassens
- 2012 : Les Pieds dans le plat de Simon Astier (téléfilm) : Esther Benhaim

## Théâtre
- 1984 : Ivanov d'Anton Tchekhov, mise en scène Claude Régy, Comédie Française
- 1985 : Roméo et Juliette de William Shakespeare, mise en scène Daniel Mesguich, Théâtre de l'Athénée-Louis-Jouvet
- 1986 : Roméo et Juliette de William Shakespeare, mise en scène Daniel Mesguich, Théâtre Gérard-Philipe
- 1986 :  Marat-Sade de Peter Weiss, mise en scène Walter Lemolli, MC93 Bobigny
- 1989 :  Lapin chasseur, de Jérôme Deschamps et Macha Makeieff, mise en scène des auteurs, Théâtre National de Chaillot
- 1991 :  Les Pieds dans l'eau, de Jérôme Deschamps et Macha Makeieff, mise en scène des auteurs, Festival d'Avignon / Cour d'Honneur
- 1994 :  L'Heure où nous ne savions rien l'un de l'autre de Peter Handke, mise en scène Luc Bondy, Schaübühne Berlin, Festival d'Automne / Châtelet
- 1995 : Le Défilé, de Jérôme Deschamps et Macha Makeieff, mise en scène des auteurs, Fondation Cartier, Théâtre National de Chaillot
- 1997 : Les Précieuses ridicules de Molière, mise en scène Jérôme Deschamps et Macha Makeieff, Théâtre de l'Odéon
- 2002-2003 : État critique, mise en scène Éric Civanyan, Théâtre Fontaine
- 2004 : Moscou, quartier des cerises, de Dmitri Chostakovitch, mise en scène Jérôme Deschamps et Macha Makeieff, Opéra de Lyon
- 2007 : L'Affaire de la rue de Lourcine d'Eugène Labiche, mise en scène Jérôme Deschamps et Macha Makeieff, Théâtre de l'Odéon
- 2009 : Salle des fêtes, de Jérôme Deschamps et Macha Makeieff, mise en scène des auteurs, Théâtre National de Chaillot
- 2011 : Jungles, Susy Firth, Michèle Guigon et Patrice Thibaud, Théâtre National de Chaillot, Théâtre National de Nîmes
- 2014 : Le Tartuffe de Molière, mise en scène Luc Bondy, Théâtre de l'Odéon
- 2019 : Tout le monde ne peut pas être orphelin, mise en scène Jean-Christophe Meurisse
- 2022-2023 : L'Avare de Molière, mise en scène Jérôme Deschamps, TNP Villeurbanne, Théâtre de la Ville, fêtes nocturnes du Château de Grignan

## Lorella Cravotta dans les médias
- Théâtre : quand les Chiens de Navarre s'attaquent au réveillon de Noël, c'est terrifiant et jubilatoire - France Info, 28.11.2019
- Le festin nu des Chiens de Navarre - Le Figaro, 28.11.2019
- Les Chiens de Navarre et les Deschiens se croisent… et c’est l’émeute ! - Télérama, 27.11.2019
- Dans leur nouveau spectacle, les Chiens de Navarre dévorent les névroses familiales - Les Inrockuptibles, 25.11.2019
- Tartuffe, faux cul, vraie claque - Le Figaro, 01.04.2014
- Le "Tartuffe" sans foi ni loi de Luc Bondy aux Ateliers Berthier  - Culturebox, 31.03.2014
- Lorella Cravotta, l'actrice qui joue avec le corps  - Midi Libre, 12.03.2011
- Salle des fêtes - Théâtrorama, 03.05.2009
- Salle des fêtes, au Théâtre de Chaillot - L'Express, 29.04.2009
- Les Précieuses décapantes - L'Express, 15.05.1997